# OGame
OGame è un videogioco per browser strategico di simulazione spaziale con migliaia di giocatori che giocano contemporaneamente.
Il gioco nasce in Germania nel 2002 e in breve tempo acquisisce una nutrita schiera di giocatori. Il 16 giugno 2005 OGame ha raggiunto la quota di un milione di utenti attivi presenti in numerose nazioni tra cui la Polonia, la Turchia, l'Italia, il Regno Unito, la Spagna e la Francia. Nel 2008, dopo sei anni dalla prima uscita, conta oltre 30 milioni di giocatori registrati in tutto il mondo, raggiungendo anche Cina, Stati Uniti, Giappone, Russia e molti altri paesi.
Insieme al successivo Travian, portò alla ribalta il genere dei giochi per browser massively multiplayer online "tutti contro tutti", con i giocatori impegnati in strategie, alleanze e tradimenti a livelli talvolta maniacali.
Il gioco è gratuito, ma esistono diversi bonus e vantaggi attivabili con dei crediti virtuali (la Materia oscura), a loro volta acquistabili con denaro reale o, più difficilmente, tramite missioni speciali dette spedizioni.

## Modalità di gioco
Lo scopo del gioco è far prosperare il proprio impero galattico attaccando gli avversari, sviluppando il proprio pianeta e creando le proprie colonie su nuovi pianeti non occupati. Il gioco si evolve in tempo reale e non conosce pause; di conseguenza il giocatore deve seguire costantemente il proprio impero oppure predisporre una strategia volta a limitare i danni nei momenti in cui non può giocare.
All'atto dell'iscrizione online in uno degli universi disponibili, a ogni giocatore viene assegnato un pianeta dove poter fondare il proprio impero. Ogni pianeta è in grado di produrre risorse (metallo, cristallo e deuterio) che permettono lo sviluppo tecnologico e bellico del pianeta stesso. Esiste una quarta risorsa, la materia oscura, che può essere acquisita a pagamento e per altre vie (spedizioni, sondaggi, iscrizioni a newsletter, siti sponsor, visione di video pubblicitari, acquisti di prodotti sponsor).
Utilizzando i minerali raccolti, i giocatori possono costruire infrastrutture sui propri pianeti; in questo modo possono progredire e costruire nuove unità navali e nuovi complessi tecnologici.
Le strategie di gioco generalmente usate sono:
- la tattica del "miner" (minatore), dove il giocatore produce autonomamente una grande quantità di risorse grazie alle sue miniere, generalmente molto sviluppate;
- la tattica del "crasher", dove il giocatore prepara numerose flotte belliche soprattutto per distruggere le flotte nemiche ricavandone ingenti quantità di risorse raccogliendo i detriti che ne derivano;
- la tattica del "farmer", che consiste nello sviluppare una flotta veloce con cui effettuare frequenti e numerosi attacchi a colonie avversarie al fine di sottrarre le risorse altrui, oppure si preoccupa di prelevarle da pianeti poco difesi o addirittura inattivi. Essendo attacchi singolarmente poco fruttuosi ma numerosi, è la tattica che richiede più impegno da parte del giocatore per ottenere pieni risultati;
- la tattica del "commerciante", che consiste nell'acquistare deuterio per poi rivenderlo al mercante a un tasso superiore tramite l'utilizzo della materia oscura (che richiede denaro reale). Con questa tattica i guadagni sono notevoli; con un grosso capitale da spendere si è in grado di arrivare nelle primissime posizioni in breve tempo.

I giocatori combinano le strategie elencate per avanzare il più velocemente possibile nella classifica di OGame, al fine di diventare i dominatori del proprio universo. Tipiche combinazioni sono miner/farmer, in cui un giocatore fondamentalmente miner sviluppa una piccola flotta con cui effettuare numerosi piccoli attacchi farmer a pianeti poco difesi. La tattica più efficace ma rischiosa è quella del crasher: un abile giocatore è capace di ottenere grandi guadagni con un impegno di tempo relativamente ridotto.
Il rischio deriva dal fatto che la flotta, diversamente dalle miniere, è sempre esposta al rischio di essere distrutta dai crasher avversari.

### Universi, galassie e sistemi solari
OGame è diviso in universi. Ad ogni universo corrisponde un server di gioco, ragion per cui giocatori appartenenti a differenti universi non possono interagire tra loro. Ogni giocatore all'atto dell'iscrizione sceglie il proprio universo di appartenenza. Il numero di universi disponibili è variabile a seconda della nazione in cui si gioca. Il regolamento di OGame prevede che un giocatore possa iscrivere un singolo account di gioco per universo (il multiaccount è punito con l'esclusione dal gioco), ma non pone limite alle iscrizioni nei vari server.
Ogni universo è diviso in galassie e sistemi solari; più precisamente ogni universo ospita nove galassie che, a loro volta, sono divise in 499 sistemi solari. All'interno dei sistemi solari sono disponibili quindici posizioni dove possono essere colonizzati nuovi pianeti, più uno spazio aggiuntivo dove effettuare missioni di esplorazione dette spedizioni. Le spedizioni possono avere esiti diversi: ad esempio ci si può imbattere in asteroidi da cui ottenere risorse o materia oscura, o in pirati, o in alieni amichevoli o belligeranti, o in flotte abbandonate che possono essere rimesse in sesto. A volte non si trova alcunché. Esiste anche una piccolissima probabilità che la flotta finisca in un buco nero e sia distrutta.
Ogni impero può avere fino ad un massimo di otto colonie, per un totale di nove pianeti compreso il pianeta madre, sparsi per le galassie; eventualmente ogni pianeta può disporre di una luna propria, ma la sua creazione è decisa in massima parte dalla casualità. La posizione del pianeta da colonizzare viene decisa direttamente dal giocatore prima di inviare la nave colonizzatrice, a patto però che lo "slot" non venga occupato prima dell'arrivo della propria navetta. In tal caso, sarà comunque possibile scegliere un nuovo luogo in cui fondare una nuova colonia. Ogni posizione all'interno di ciascun sistema solare ha caratteristiche variabili quali le dimensioni, la produzione di deuterio e la temperatura. La produzione di deuterio è maggiore nelle posizioni più lontane dal sole, la temperatura è inversamente proporzionale alla distanza dal Sole, le dimensioni sono maggiori nelle posizioni centrali.
Nel 2009 sono stati introdotti degli universi redesign, dove la grafica di gioco e alcuni meccanismi sono stati cambiati: negli universi redesign il numero massimo delle colonie non è più fissato, ma è legato allo sviluppo di una ricerca specifica (Astrofisica): livelli più elevati di Astrofisica consentono di avere più colonie, anche in eccesso rispetto alle otto degli universi tradizionali. Gli universi redesign hanno un nome non più numerico, ma alfabetico (es. Andromeda, Barym, Capella, Draco, Electra, Gemini ecc...).
Successivamente sono state introdotte novità riguardanti item che possono potenziare la produzione di un pianeta (per un periodo limitato di tempo) o velocizzare costruzioni e ricerche (una volta sola per ogni item). Tali item sono ottenibili in game tramite aste con altri giocatori (pagando con risorse del gioco) o acquistandole nella sezione "Import/Export" (pagando sempre con risorse). Inoltre è possibile "rottamare" difese e navi ottenendo il 35% del costo di produzione come rimborso (deuterio compreso). Con l'utilizzo della materia oscura, tale rimborso può arrivare fino al 75%.
Nel 2013 è stata introdotta la possibilità di abbandonare anche il pianeta iniziale, detto pianeta madre, (prima solo le "colonie" potevano essere abbandonate). Tale novità permette ai giocatori di liberarsi di un pianeta con 163 spazi edificabili (identico per qualsiasi giocatore indipendentemente dalla posizione ottenuta e dall'universo in cui si gioca) per fondarne uno nuovo con un maggior numero di spazi. Occorre, ovviamente, avere però almeno un'altra colonia operativa. Il nuovo pianeta madre (che identificherà il giocatore in modo univoco) sarà la prima colonia fondata.

### Infrastrutture
Le infrastrutture sono le fondamenta dei pianeti e delle colonie. In ogni pianeta, infatti, è possibile costruire edifici di vario genere che hanno compiti diversi: esistono infrastrutture adatte alla produzione di energia, all'estrazione di minerali e alla costruzione di unità belliche e difensive. Una categoria importante di edifici sono quelli predisposti allo sviluppo della ricerca scientifica, poiché permettono l'avanzamento tecnologico dell'impero. All'inizio del gioco, infatti, non sono disponibili per la costruzione tutte le infrastrutture e le unità: per ottenere la possibilità di costruire tutti gli edifici e le unità esistenti in OGame è necessario investire i minerali prodotti o razziati nella ricerca.
Ogni struttura, dopo essere stata costruita, può venire aggiornata al fine di aumentare il volume di produzione (o ricerca) in grado di erogare. In questo modo si aumenta il fattore produttivo dell'infrastruttura ottenendo più velocemente minerali, unità o nuove scoperte scientifiche.

### Tecnologie
Il cuore di OGame è lo sviluppo tecnologico e la ricerca scientifica. Per qualunque tipo di tattica impostata dal giocatore, sia essa quella del minatore, del razziatore o del commerciante, sono necessarie conoscenze che, come detto prima, all'inizio del gioco l'impero non possiede. È necessario, dunque, munirsi di un laboratorio di ricerca e investire le proprie materie prime per scoprire le nuove tecnologie, al fine di sbloccare nuovi settori dell'albero tecnologico. 
OGame consente la più completa libertà nella ricerca. Alcune tecnologie sono necessarie solamente allo sviluppo bellico mentre altre sono adatte alla navigazione interplanetaria, altre ancora alla difesa del pianeta; non vi è nessun obbligo per la scelta del tipo di tecnologia da sviluppare per prima.

### Unità navali
OGame è un gioco di strategia bellica. È quindi essenzialmente basato sulla razzia di risorse e sulla distruzione delle flotte nemiche tramite attacchi portati a compimento grazie alle proprie navi. Le navi vengono prodotte nel cantiere spaziale ed hanno differenti caratteristiche.
Ciascuna nave ha tre caratteristiche: struttura, scudo e armi, che ne influenzano la resistenza agli attacchi e la capacità offensiva. Il carburante utilizzato per muovere le flotte è il deuterio e il suo consumo varia a seconda del tipo di navi.

### Unità difensive
Per proteggersi dagli attacchi nemici, è possibile costruire anche strutture difensive presso il cantiere spaziale. Le difese sono statiche e meno costose delle unità navali; inoltre, a seguito di un attacco, vengono riparate fino ad un massimo del 70% riducendo le perdite effettive. Tuttavia esistono i missili interplanetari, che possono essere lanciati da una base missilistica verso un determinato obiettivo: le difese abbattute da un attacco missilistico non si rigenerano. L'unica maniera per respingere questo tipo di attacchi è la costruzione di missili anti-balistici, dato che ognuno di questi intercetta un missile interplanetario scagliato contro il pianeta. Le difese distrutte non generano detriti, se non in alcuni particolari universi speciali.

### Sistema di combattimento
Le battaglie avvengono quando una flotta attaccante raggiunge una destinazione nemica. Se sul pianeta o luna bersaglio è presente una flotta o una difesa, si ha uno scontro della durata massima di sei round. Durante ogni round, tutte le navi o difese sparano un singolo colpo contro un'unità nemica; l'unica eccezione a questo meccanismo di combattimento è il fuoco rapido, ossia la capacità di una nave di sparare più colpi contro un determinato obiettivo in un singolo round di combattimento. La battaglia è automatica e immediata; il giocatore viene subito informato dell'esito tramite un rapporto di combattimento.

### Campo detriti
Il campo detriti è il residuo di una battaglia ingaggiata tra una flotta attaccante e una flotta (o difesa) di un pianeta o luna. La quantità di detriti prodotta varia a seconda del numero e dal tipo di navi distrutte; si può calcolare facilmente in quanto corrisponde al 30% del costo di produzione della nave (il deuterio però non genera detriti), tranne in alcuni universi speciali in cui la quantità di detriti prodotta può corrispondere ad altri valori. Per sfruttare le risorse depositate nei campi detriti, che generalmente risultano essere il vero obiettivo degli attacchi, si utilizza la nave riciclatrice, un'unità creata appositamente per riciclare i materiali che restano nel campo di battaglia dopo gli scontri.

### Lune
La luna è un satellite naturale dove è possibile espandere il proprio impero alla stessa maniera dei pianeti e si forma attraverso l'aggregazione dei detriti conseguenti ad uno scontro tra flotte, esattamente alle stesse coordinate del pianeta su cui si è svolto il combattimento. Nel dettaglio, per ogni 100.000 unità di detriti esiste l'1% di possibilità di creazione della luna, fino ad una percentuale massima del 20%; dalla quantità di detriti dipende anche la dimensione del satellite.
Le differenze principali tra una luna ed un pianeta sono da ricercare nelle infrastrutture disponibili: alcune realizzabili esclusivamente sulla luna ed altre di esclusiva competenza dei pianeti, come le miniere e il terraformer.
Le lune possono essere distrutte da una flotta che contenga almeno una Morte Nera, in missione distruzione; la distruzione non è garantita e pone anche la flotta a rischio distruzione. La distruzione non genera alcun detrito.

### Alleanze
In OGame è anche possibile fondare o richiedere di entrare a far parte di un'alleanza; ci si può così unire ad altri utenti al fine di aiutarsi reciprocamente. Di per sé l'appartenenza ad un'alleanza non cambia nulla dei meccanismi di gioco, a parte alcune comodità come la possibilità di mandare messaggi circolari a tutti i membri o di vederne i nickname colorati diversamente. Sono le alleanze stesse a decidere le proprie regole: ad esempio alcune alleanze richiedono un punteggio minimo per farne parte oppure una condotta di gioco più o meno offensiva. In generale ogni alleanza propone un suo tema e quindi una sorta di costituzione che la caratterizza; sta poi al giocatore scegliere la sua alleanza ideale o decidere di rimanere solo nel gioco.

### Materia Oscura e Ufficiali
La materia oscura è una sostanza non visibile direttamente ma che manifesta i propri effetti nell'universo. In Ogame è il nome della valuta virtuale, mediante la quale si possono attivare alcuni "aiuti" come gli ufficiali, i mercanti, gli amplificatori di risorse, i riposizionamenti di pianeta e la riduzione dei tempi di ricerca e costruzione di flotte ed edifici.
Nei primi mesi del 2007 vennero introdotti nel gioco gli Ufficiali, cioè dei bonus attivabili con l'ausilio della Materia Oscura che aiutano nello sviluppo del proprio impero.
Inoltre, è possibile dimezzare o eliminare del tutto i tempi di ricerca e di costruzione di edifici e di navi.
Essendo la materia oscura una risorsa acquistabile con denaro reale, l'introduzione degli Ufficiali è stata spesso contestata dalla comunità di giocatori, che in larga parte non ha gradito la novità. Nei mesi seguenti fu organizzata anche una petizione di oltre 40000 firme, nella quale i giocatori dichiararono che l'utilizzo di questi "aiuti" non è affatto dissimile dal barare e chiesero l'abolizione degli ufficiali, ma non si ottenne il risultato preposto.

## Universi speciali
Gli Speed Universe sono una tipologia di universi speciali dove lo scorrere del tempo è più veloce del normale.
In OGame.it sono presenti gli universi 25, 30, 35 ed Electra, dove la velocità del gioco è doppia rispetto a quella di un universo standard, permettendo di raggiungere le destinazioni in metà tempo e produrre il doppio di risorse a parità di costo.
Gli universi Draco e Nekkar, invece, sono i soli ad avere velocità quadrupla rispetto al normale. L'universo Nekkar, inoltre è caratterizzato dal generare detriti per il 50% del costo di costruzione delle navi e per il bonus iniziale di 8000 materia oscura.
L'universo Quantum ha velocità 5X e detriti al 50% (oltre al bonus di 8000 Materia Oscura).
Esistono anche altre tipologie di universi speciali, dove alcune caratteristiche di gioco differiscono in qualche particolare dagli universi standard e non solo nella velocità dello scorrere del tempo (ad esempio l'universo 50 di Ogame.de possiede 50 galassie da 100 sistemi). Questi ultimi sono molto numerosi soprattutto in Germania o in altre nazioni. In Italia è presente l'universo 40, dove i detriti generati dalla distruzione delle navi corrispondono al 40% del costo di costruzione, invece del 30% standard.
L'universo "Hydra" invece è un universo dove le difese producono detriti, da molto presente in OGame.de ma apparso solo di recente in Ogame.it.
Nell'Universo "Gemini" è invece consentito il bashing (più di 6 attacchi al giorno su un pianeta) ed il pushing (trasportare risorse a un giocatore più forte, senza che esso ne dia in cambio).
C'è anche l'universo Jupiter, che ha come caratteristiche i detriti al 50% ed è un 2x nello scorrere del tempo.

## Interfaccia
L'interfaccia grafica delle versioni di OGame precedenti alla 1.0 è detta skin e sostanzialmente consiste in un insieme di regole di formattazione, scritte in un foglio di stile, accompagnate da immagini; di default ne viene impostata una di base. È possibile cambiare la propria skin nelle opzioni, sostituendola con altre disponibili in rete, in alcuni casi anche a tema (Star Trek, Guerre stellari ecc.), ma non sono necessarie grandi capacità per crearsi la propria personalizzata.
Nella versione Redesign non è più possibile cambiare la skin.

## Simulatori
Nel tempo sono state sviluppate, da alcuni appassionati del gioco, diverse applicazioni utili per calcolare rapidamente, inseriti i valori della propria flotta e di quella dell'avversario, quale probabile esito avrà una battaglia.
Vista la numerosità e la varietà di unità che compongono di solito le flotte, oltre ai vari colpi speciali diversi da unità ad unità e una percentuale di casualità per ogni colpo, risulta abbastanza complesso calcolare a mente chi avrà la meglio e con quale margine; ragion per cui quasi tutti i giocatori dispongono di un simulatore e lo usano prima di ogni attacco.